# Dorota Kuczkowska
Dorota Kuczkowska (ur. 21 lipca 1979 w Warszawie) – polska kajakarka, olimpijka z Pekinu 2008.
Zawodniczka klubu Spójnia Warszawa. Zdobywczyni medali mistrzostw Polski:
- złotego
  - K-1 na dystansie 200 m w roku 2003, 2007
  - K-1 na dystansie 500 m w roku 2003
- srebrnego
  - K-2 na dystansie 200 m w roku 2002, 2006
  - K-1 na dystansie 500 m w roku 2005, 2006, 2009[2]
  - K-2 na dystansie 200 m w latach 2005-2007
  - K-4 na dystansie 1000 m w roku 2005
- brązowego
  - K-1 na dystansie 500 m w roku 2002, 2004
  - K-1 na dystansie 1000 m w roku 2005, 2009[2], 2010[3]
  - K-1 na dystansie 200 m w latach 2004-2005
  - K-4 na dystansie 200 m w latach 2005-2007
  - K-4 na dystansie 500 m w latach 2005-2006
  - K-4 na dystansie 1000 m w roku 2010[3]

Na igrzyskach olimpijskich w 2008 r. wystartowała w osadzie K-4 na dystansie 500 m, która to osada zajęła 4. miejsce przegrywając brązowy medal o 0,048 s.